# Hylephila
Hylephila is een geslacht van vlinders van de familie dikkopjes (Hesperiidae), uit de onderfamilie Hesperiinae.

## Soorten
- H. ancora (Plötz, 1883)
- H. boulleti (Mabille, 1906)
- H. fasciolata (Blanchard, 1852)
- H. galera Evans, 1955
- H. ignorans (Plötz, 1883)
- H. isonira Dyar, 1913
- H. phyleus (Drury, 1773)
- H. signata Blanchard, 1852
- H. zapala Hayward, 1955